# Grand Prix d'été de combiné nordique 2002
Navigation
2001 2003
L'édition 2002 du Grand Prix d'été de combiné nordique s'est déroulée du 24 août au 2 septembre 2002, en 5 épreuves disputées sur cinq sites différents. Il a été remporté par le coureur autrichien Mario Stecher.
Les épreuves ont commencé en Allemagne, à Winterberg et se sont poursuivies à Klingenthal puis à Oberhof. La quatrième épreuve avait lieu en Autriche, à Villach, et la cinquième à nouveau en Allemagne, à Berchtesgaden.
| \| Winterberg Klingenthal Oberhof Villach Berchtesgaden \| Les cinq sites de compétition |
| Winterberg Klingenthal Oberhof Villach Berchtesgaden                                     |

## Calendrier
| Date               | Type d'épreuve                    | Nombre de partants | Nombre de nations représentées | Vainqueur      | Deuxième        | Troisième      | Leader du Grand Prix |
| 1. Winterberg      |                                   |                    |                                |                |                 |                |                      |
| 21 août 2002       | Gundersen individuel K 90 / 14 km | 56                 | 11                             | Georg Hettich  | Todd Lodwick    | Mario Stecher  | Georg Hettich        |
| 2. Klingenthal     |                                   |                    |                                |                |                 |                |                      |
| 24 août 2002       | Épreuve individuelle K 80 / 16 km | 58                 | 12                             | Mario Stecher  | Kristian Hammer | Jens Gaiser    | Mario Stecher        |
| 3. Oberhof         |                                   |                    |                                |                |                 |                |                      |
| 25 août 2002       | Sprint K 120 / 9 km               | 60                 | 13                             | Mario Stecher  | Felix Gottwald  | Todd Lodwick   | Mario Stecher        |
| 4. Villach         |                                   |                    |                                |                |                 |                |                      |
| 30 août 2002       | Épreuve individuelle K 90 / 15 km | 53                 | 13                             | Felix Gottwald | Mario Stecher   | Michael Gruber | Mario Stecher        |
| 5. Berchtesgaden   |                                   |                    |                                |                |                 |                |                      |
| 1er septembre 2002 | Épreuve individuelle K 90 / 10 km | 52                 | 13                             | Felix Gottwald | Mario Stecher   | Michael Gruber | Mario Stecher        |

## Classement
| Rang | Athlète          | Points |
| ---- | ---------------- | ------ |
| 1.   | Mario Stecher    | 420    |
| 2.   | Felix Gottwald   | 361    |
| 3.   | Todd Lodwick     | 250    |
| 4.   | Michael Gruber   | 210    |
| 5.   | Kristian Hammer  | 171    |
| 6.   | Jens Gaiser      | 169    |
| 7.   | Christoph Bieler | 155    |
| 8.   | Johnny Spillane  | 146    |
| 9.   | Petter Tande     | 141    |
| 10.  | Samppa Lajunen   | 139    |